# 里贝朗-杜斯因迪奥斯
里贝朗-杜斯因迪奥斯是巴西圣保罗州的一个市镇。总面积196.991平方公里，总人口2331人，人口密度11.8人/平方公里。